# Парламентские выборы в Хорватии (2020)
Парламентские выборы прошли в Хорватии 5 июля 2020 года.

## Избирательная система
Хорватский сабор включает 151 депутата. Депутаты парламента избираются тремя способами. 140 депутатов выбираются по 10 избирательным округам (по 14 мест для каждого округа) по пропорциональной системе. Партии должны преодолеть 5%-й барьер, места распределяются методом Д’Ондта. Три места предназначены для хорватов, живущих за границей, и их потомков. Остальные 8 мест оставлены для национальных меньшинств, в том числе 3 места предназначены для сербов.